# 三村家親
三村 家親（みむら いえちか）は、戦国時代の備中国の大名。成羽城（鶴首城）城主、のちに備中松山城主。

## 生涯
三村宗親の子として生まれる。盛親（時親）の孫。なお、正室は互いに小笠原氏分流を称していた阿波三好氏の娘で、三村元親や上田実親の母にあたるといわれる。
備中においては守護家である細川氏の威光が早くから衰えて国人層が台頭した。その中において荘氏（庄氏）とははじめは連携し、のちは争って勢力を伸張した。
尼子氏方に属する荘氏との勢力争いに行き詰まると、備中の国人領主としてはおそらくはじめて毛利氏を頼った。毛利元就は家親をかなり評価していたらしく、三村氏からの使者に「備中一国はこれで毛利のものとなったも同然である」という趣旨の言葉を発して喜んだという。毛利氏に属して以降、備中において勢力を拡大。
永禄4年（1561年）、尼子方の荘高資を破って備中松山に進出し、備中の中心勢力となった。拠点を備中成羽の鶴首城から備中松山城に移して、鶴首城を重臣・三村親成に任せた。この間、備中守護代家である荘氏・石川氏・上野氏などと積極的に縁戚関係を構築したが、しばしば干戈を交えた荘氏だけはその一族を取り込めなかった。
永禄7年（1564年）、三村氏に味方する備前龍ノ口城の穝所氏救援に石川久智の軍勢を向かわせた際に荘高資・荘勝資が離反した。
さらに勢力を拡大すべく備前や美作国に侵攻し、永禄8年（1565年）、美作三星城の後藤勝元を攻撃。浦上氏および宇喜多直家の救援があって攻略できなかったが、翌年も美作に侵攻して宇喜多氏の勢力下の諸城を落とした。ところが、永禄9年（1566年）2月5日、美作興善寺に滞在して重臣一同と評議中、直家の命を受けた遠藤秀清、俊通兄弟に短筒の火縄銃で撃たれて死亡した。当時としても珍しい鉄砲による暗殺であった。
長男の元祐はすでに荘氏に養子入りしていたことから、次男の元親が跡を継いだ。
家親の墓は源樹寺や頼久寺（ともに岡山県高梁市内）など数箇所に在る。